# Kartoffelvirus S
Kartoffelvirus S (englisch Potato virus S, PotVS oder PVS; Spezies Carlavirus sigmasolani)
ist Pflanzenvirus (Phytovirus), dessen Viruspartikel (Virionen) filamentöse (fadenförmige) Gestalt haben und dessen Genom aus einer Einzelstrang-RNA positiver Polarität besteht. PVS wurde erstmals 1951 in den Niederlanden beschrieben. Es infiziert Kartoffelpflanzen, verursacht aber bei den meisten Kartoffelsorten nur leichte oder gar keine Symptome.
Es ist in vielen Regionen bei Kartoffeln verbreitet und verursacht keine signifikanten Ertragsverluste.
Im Freiland angebaute Kartoffeln werden nicht routinemäßig auf dieses Virus untersucht, da es nicht als wirtschaftlich wichtig angesehen wird.
PVS ist ein Mitglied der Familie Betaflexiviridae (früher Flexiviridae). 
Innerhalb dieser Familie gehört es zur Gattung Carlavirus (früher Carlavirus grop oder Carnation latent virus group genannt) in der Unterfamilie Quinvirinae. Die Gattung Carlavirus umfasst eine Reihe von Pflanzenvirusarten, darunter auch weitere Kartoffelviren, deren Bedeutung im Kartoffelanbau mit der Zeit immer mehr zunimmt. PVS und PVM sind serologisch verwandt.
PVS kann Ertragsverluste von etwa 10 bis 20 % verursachen. PVS wird durch Blattläuse übertragen, darunter die Grüne Pfirsichblattlaus (Myzus persicae), PVS wird auch mechanisch und durch Knollen übertragen.

## Aufbau
Die Virionen (Viruspartikel) von PVS sind nicht umhüllt, filamentös (fadenförmig), biegsam, bei einer Länge von 470–1000 nm oder mehr und einem Durchmesser von 12–13 nm.

## Genom

Genomkarte der Gattung Carlavirus

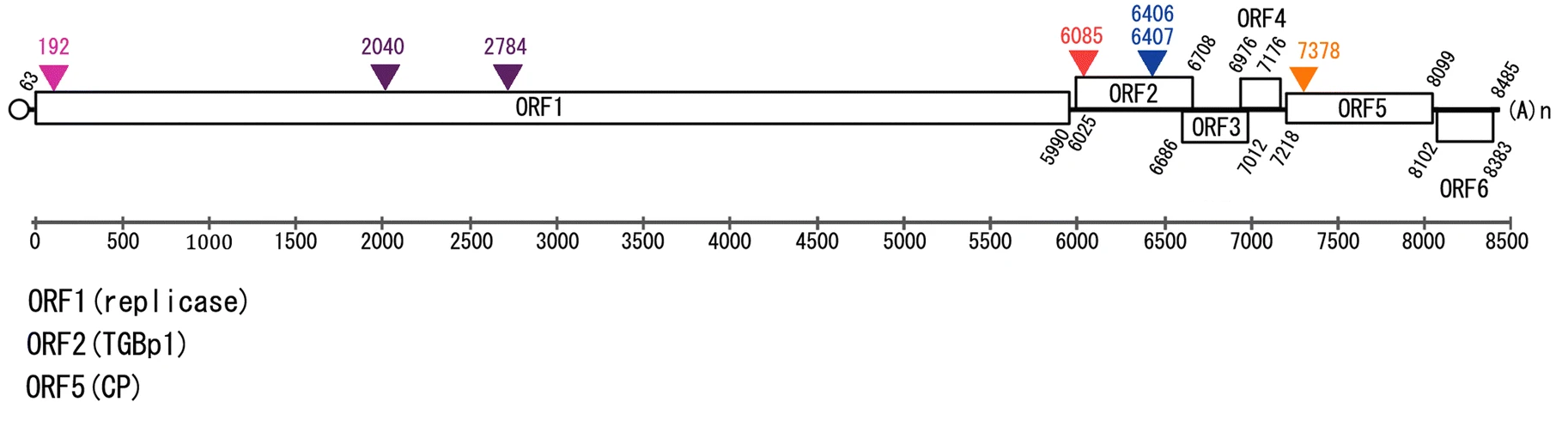
Genomkarte des Isolats PVS-H95

PVS hat ein unsegmentiertes, lineares ssRNA-Genom positiver Polarität mit einer Größe von 5,8–9,0 kb (Kilobasen). Der 3'-Terminus ist polyadenyliert.
Das Genom kodiert für Kapsid- (CP) und Movement-Proteine.
Letztere werden von drei überlappenden Offenen Leserahmen (open reading frames, ORFs) kodiert, die das sog. Triple Gene Block Modul (TGB) bilden. Diese Triple-Gen-Block-Proteine (Triple Gene Block Proteins, TGBp: TGBp1, TGBp2 und TGBp3) ermöglichen die Bewegung von Zelle zu Zelle und über große Distanzen (vgl. auch Barley Stripe Mosaic Virus, Gattung Hordeivirus).

## Replikationszyklus
Die Replikation von PVS geschieht wie generell in der Gattung Carlavirus im Zytoplasma. Nach Freisetzung des genomischen RNA ins Zellplasma der Wirtszelle wird diese als monocistronische mRNA translatiert, um die RNA-abhängige RNA-Polymerase (RdRp) zu produzieren, kodiert durch den 5'-proximalen Offenen Leserahmen (ORF).
Die Replikation erfolgt in Virusfabriken (VF). Dazu wird zunächst aus dem (+)ssRNA-Genom durch Hinzufügen eines Komplementärstrangs ein dsRNA-Genom (Doppelstang-RNA) erzeugt.
Durch Translation der subgenomischen mRNAs (sgRNAs) werden die weiteren Virusproteine gebildet, wie Kapsid- (CP) und Movement-Proteine (Triple Gene Block Proteine, TGBp); so dass der Zusammenbau (Assemblierung) der Viruspartikel erfolgen kann.

## Verbreitung und Wirtsspektrum
Die Verbreitung dieses Virus ist heute weltweit, überall dort wo Kartoffeln angebaut werden.
PVS infiziert als seine natürlichen Wirte hauptsächlich Kartoffeln und andere Nachtschattengewächse (Solanaceae); es findet sich zudem auch auf Arten in der Gattung der Gänsefüße (Chenopodium). Experimentell konnte mit geeigneten Stämmen eine Infektion bei der Tabakspezies Nicotiana occidentalis (en. native tobacco) und Quinoa (Chenopodium quinoa) ausgelöst werden.

## Symptome

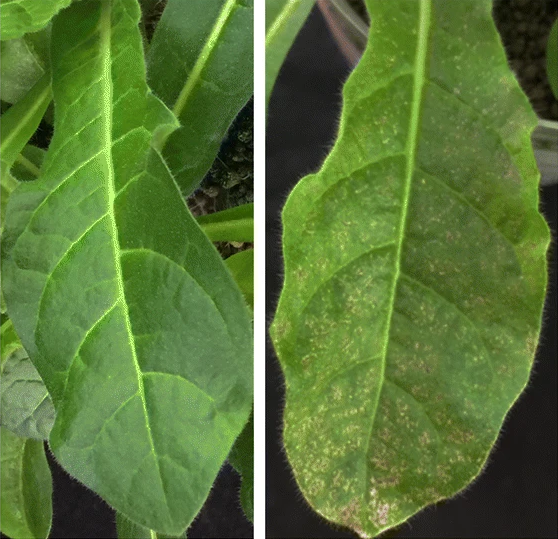
Blätter von Nicotiana occidentalis, links mit einem Mock, d. h. virusfreien Präparat (vgl. Placebo) inokuliert, 15 dpi (Tage nach der Inokulation); rechts mit dem Isolat PVS-H00, 10 dpi.

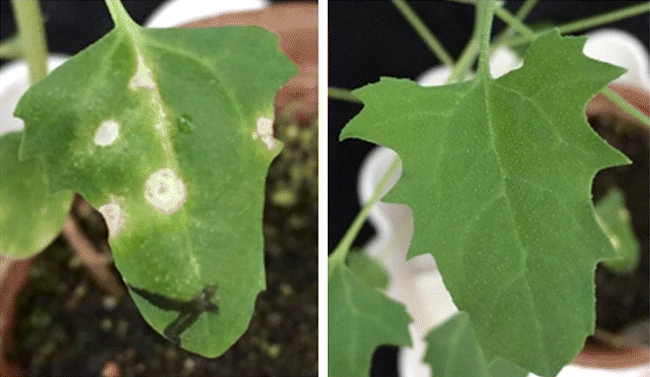
Quinoa (Chenopodium quinoa), links mit PVS-H00 inokuliert, 17 dpi.

Die meisten Kartoffelsorten haben keine Symptome. In einigen Sorten zeigen sich Symptome wenn sie früh im Wachstumszyklus infiziert wurden, darunter ein leichtes Schrumpfen und Einsinken der Adern, raue Blätter, Sprenkelung, Bräunung oder sehr kleine nekrotische Flecken auf den Blättern.
Bei Kartoffelkulturen wird das PVS hauptsächlich durch Kontakt, aber auch durch Blattläuse auf nicht-persistente Weise übertragen. Die Symptome sind wenig ausgeprägt und werden bei einer Infektion mit anderen Viren nicht verstärkt.

## Diagnose und Bekämpfung
PVS ist sehr schwer visuell zu erkennen.
Am Ende des Wachstumszyklus neigen die Pflanzen dazu, resistent gegen PVS-Infektionen zu werden.
Die mechanische Verbreitung innerhalb des Feldes sollte durch Desinfektion von Werkzeugen und durch Verringerung der Bewegung im Anbau verhindert werden. Darüber hinaus sind alle Pflanzen mit Symptomen zu entfernen.
Die Bekämpfung dieser Krankheit beruht auf der Verwendung von zertifizierten S-virusfreien Pflanzen.
Die Forschung hat Resistenzgene gegen PVS in einigen wilden Kartoffelarten identifiziert, darunter Solanum palustre.

## Systematik
In den Andenregionen wurde inzwischen eine neue Variante dieses Virus identifiziert und mit PVSA („Andenstamm“) bezeichnet, im Gegensatz zur ursprünglichen, die mit PVSO (englisch „ordinary“, „gewöhnlich“) bezeichnet wird.
PVSA wurde in die Quarantäneliste der europäischen und mediterranen Pflanzenschutzorganisation (EPPO) aufgenommen, obwohl die tatsächliche Verbreitung in der Welt unbekannt ist.
Dieser Stamm verursacht Symptome und Schäden, die stärker ausgeprägt sind als der gewöhnliche Stamm.
Gattung: Carlavirus, Spezies: Carlavirus sigmasolani
- Kartoffelvirus S (Potato virus S, PotVS,[3] PVS)

- Variante: PVSO (Referenz)
- Isolat: Leona
- Variante: PVSA (Andenstamm)
- Isolat: PVS-H95
- Isolat: PVS-H00
- Mutante:  pPVS-H-FL-AB (cDNA-Klon)